# Sziklai János
Sziklai János, Siegler (Esztergom, 1822. június 12. – Budapest, 1883. szeptember 2.) római katolikus plébános.

## Életútja
A bölcseletet és teológiát 1846-ban végezte és 1847. január 15-én szentelték föl. Segédlelkész volt Bajnán (Esztergom megye), 1849-től Nagymaroson, 1850-től Budán, egyszersmind 1855-től a kereskedelmi iskolában hitoktató, 1858-tól pedig a József-műegyetemen hitszónok. 1864. május 2-án plébánosnak neveztetett ki.

## Művei
- Der gute Vater seines Volkes. Kanzelrede am Festtage des heil. Stefan ersten Königs von Ungarn, gehalten in der Festung Ofen, im J. 1860. Komorn, 1860. (Siegler névvel).
- Die Schule des Kreuzes. Sechs Predigten. Pest, 1862.